# STRBP
STRBP‏ (Spermatid perinuclear RNA binding protein) هوَ بروتين يُشَفر بواسطة جين STRBP في الإنسان.